# Neosciadium
Neosciadium là chi thực vật có hoa trong họ Araliaceae.